# La Paz (gemeente in Honduras)
La Paz (uit het Spaans: "De vrede") is de hoofdplaats en een gemeente (gemeentecode 1201) van het departement La Paz in Honduras.
De plaats ligt in het westen van de Vallei van Comayagua, aan de voet van de berg Los Manueles. La Paz ligt aan de beken Muracaguara en Jocotul. De straten van La Paz zijn verhard.

## Geschiedenis
Het gebied is bewoond vanaf 1750. In die tijd bestonden er 1 of 2 landgoederen van de Spanjaarden. Zij haalden arbeiders uit het dorp Cururú, in de buurt van Humuya in Comayagua. Zo ontstond het dorp, dat eerst Valle las Piedras heette.
De priester José Felicitas Jalón schonk aan het dorp een beeld van Onze-Lieve-Vrouw van Smarten. Door de plaatselijke bevolking werd dit beeld Onze-Lieve-Vrouw van de Vrede genoemd, in het Spaans: Virgen de la Paz. Zij werd de beschermheilige van het dorp. Hierop besloot men de naam van het dorp in La Paz te wijzigen. Op 14 september 1848 werd dit officieel.
Vanaf 16 februari 1861 is het de hoofdplaats van het departement La Paz.

## Bezienswaardigheden
In de katholieke kerk bevinden zich resten van een verguld altaarstuk in barokstijl en het beeld van Onze-Lieve-Vrouw van Smarten. Ook is er in La Paz een modernere katholieke kerk.
In het Huis van de Cultuur (Casa de la Cultura) heeft een expositie van schilderijen, handwerk en historische objecten, met name uit de 19e eeuw. Ook zijn er enkele huiskamers tentoongesteld zoals ze ingericht waren in deze periode.

## Bevolking
De bevolking is als volgt verdeeld:
| Vrouwen | 25.110 | 52,9% |
| Mannen  | 22.342 | 47,1% |

## Dorpen
De gemeente bestaat uit negen dorpen (aldea), waarvan de grootste qua inwoneraantal: La Paz (code 120101), Conception de Soluteca (120102) en Tepanguare (120107).

## Geboren
- Roberto Suazo Córdova (1927-2018), president van Honduras (1982-1986)